# Mark A
Марк А „Уипет“ (англ. Mark A Whippet) е британски среден танк от времето на Първата световна война. Успешното използване в бойните действия на френския танк Рено FT17 подтиква англичаните да разработят по-лек и бърз танк, който да служи за поддръжка на пехотата и кавалерията при преследване на противника.

## История на създаването
Още след завършването на разработката на първия тежък танк Марк I специалистът по агротехника сър Уилям Трайтън предлага създаването на по-лека и бърза машина, която представя на Tank Supply Committee на 3 октомври 1916 г. В края на ноември проектът с кодово название Tritton Chaser е утвърден и от декември 1916 г. компанията William Foster & Co. започва изработката на прототип. Предвидено е танкът да бъде съоръжен с два двигателя, разположени в предната част и купола, разположена в кърмовата част. Първият прототип въвежда за първи път при британските танкове въртяща се купола по образец на бронираните автомобили Остин (Austin). Представен е през пролетта на 1917 г. Командващият британските експедиционни войски във Франция фелдмаршал Дъглас Хейг поръчва 200 машини, като първите доставки трябва да започнат на 31 юли същата година. Въпреки това заради закъснения с изработката първите танкове постъпват в армията в самия край на 1917 г.

## Описание
Благодарение на двата си 4-цилиндрови двигателя Tylor Twin JB4, развиващи по 45 к.с. всеки, Марк А е два пъти по-бърз от тежкия танк Марк I. Вероятно това е и причината сър Уилям Трайтън да му даде името Whippet (вид хрътка). Двигателите са разположени в предната част на танка, като всеки от тях задвижва една от веригите чрез своя скоростна кутия. Това е и сериозен недостатък на машината, защото при повреда на един двигател или скоростна кутия танкът не може да се движи. Запасът от ход на танка е 64 км. През 1918 г. е разработван и вариант с планетарна скоростна кутия от танка Марк V и 12-цилиндров V-образен авиационен двигател Rolls-Royce Eagle с мощност 360 к.с., който достига скорост от 48 км/ч.
Танкът е с маса 14 т и има 14 мм броня. В серийното производство за по-бързо и евтино подвижната цилиндрична купола е заменена с многостенна неподвижна, разположена в задната част на танка. Въоръжението е 4 картечници 7,7 мм Hotchkiss Mk1 с въздушно охлаждане, разположени от четирите страни на куполата.

## Бойна история
За първи път танковете Марк А влизат в бой през март 1918 г. за прикриване на пехотните части при германската пролетна офанзива. Успешно са използвани и през август в офанзивата на съюзническите войски при Амиен. Няколко танка са пленени от германците и използвани като тестови и учебно-тренировъчни машини. След войната с такъв танк – Beutepanzer A, са въоръжени Фрайкорпс при потушаването на Германската революция 1918-1919 г.
След войната танковете са използвани от британските войни в Ирландската война за независимост (1919 – 1922 г.) и в състава на експедиционния корпус в помощ на белогвардейците в Гражданската война в Русия. По-късно тези танкове са пленени от частите на РККА и остават на въоръжение до 30-те години.
Няколко танка са продадени и на Япония, където остават на въоръжение до 1930 г.